# Parvilucina tenuisculpta
Parvilucina tenuisculpta är en musselart som först beskrevs av Carpenter 1864.  Parvilucina tenuisculpta ingår i släktet Parvilucina och familjen Lucinidae. Inga underarter finns listade i Catalogue of Life.